# Hypoestes longispica
Hypoestes longispica är en akantusväxtart som beskrevs av Raymond Benoist. Hypoestes longispica ingår i släktet Hypoestes och familjen akantusväxter. Inga underarter finns listade i Catalogue of Life.